# Dinarthrum modestum
Dinarthrum modestum är en nattsländeart som beskrevs av Martynov 1928. Dinarthrum modestum ingår i släktet Dinarthrum och familjen kantrörsnattsländor. Inga underarter finns listade i Catalogue of Life.